# Lecey
Lecey – miejscowość i gmina we Francji, w regionie Grand Est, w departamencie Górna Marna.
Według danych na rok 2010 gminę zamieszkiwało 220 osób, a gęstość zaludnienia wynosiła 28 osób/km².